# Andreas Harrysson
Andreas Harrysson, född 3 juni 1975, är en svensk professionell dartspelare som främst spelar i World Darts Federation (WDF)-evenemang.

## Karriär
2016 blev Harrysson skandinavisk mästare i singel för första gången. Han försvarade titeln 2018. Han vann även lagtävlingen med Sverige 2016. Samma år spelade han sin första WDF Europe Cup 2016 och nådde semifinal innan han förlorade mot Wales-spelaren Jim Williams.
2017 blev Harrysson svensk mästare för första gången. Han försvarade sedan titeln 2018 och igen 2019.
2018 vann han Finlands Masters och WDF Europe Cup Team. I september 2019 kvalificerade han sig för 2020 BDO World Darts Championship som Baltic & Scandinavian Qualifier.
2020 gjorde Harrysson sitt första framträdande på tv. Han tävlade i 2020 BDO World Darts Championship live på Eurosport och vann sin preliminära omgångsmatch med 3–2 i set mot den nuvarande One80 L-style World Masters-mästaren John O'Shea innan han förlorade mot nummer ett-seedade Wesley Harms med 2–3 i set.
Harrysson gjorde sin PDC-debut i oktober 2020 på International Darts Open 2020, efter att ha kvalificerat sig via det nordiska och baltiska (PDC Nordic Baltic)-kvalet. Han tog sig till den andra omgången efter att ha slagit Benito van de Pas innan han förlorade mot världsrankade åttan James Wade.
2021 gjorde Harrysson sitt andra framträdande på Europatouren och spelade Gibraltar Darts Trophy 2021 där han vann sin första match mot irländaren Keane Barry innan han förlorade mot världsrankade nr 13 Danny Noppert.
I juni 2023 deltog Harrysson i Nordic Darts Masters 2023 och förlorade första matchen mot den tidigare trefaldige världsmästaren Michael Van Gerwen. Samma år satte Harrysson en niopilars-leg i ett avgörande ben i en 4–3-vinst mot Andreas Toft-Jørgensen i Modus Super Series.
Harrysson gjorde sitt tredje framträdande på Europatouren och spelade 2024 Belgian Darts Open där han besegrade VM-tvåan Gian Van Veen med 6-1 med ett snitt på 107,27 innan han förlorade mot den tidigare dubble världsmästaren Gary Anderson i en sista avgörande leg 6-5.
Samma år snittade Harryson 117,88 i en 4–0 whitewask (kvastning) av Michael Burgoine i grupp A-session 1 i vecka 5 i Modus Super Series 7. Han följde upp detta med att vinna evenemanget och bli den andra spelaren i historien att vinna tre modus superseries-evenemang. Genom att vinna detta evenemang kvalificerade han sig till Modus championsweek vilket resulterade i att Harrysson måste dra sig ur landslagsturneringen Nordic Cup.